# Pracownia-Muzeum Józefa Ignacego Kraszewskiego w Poznaniu
Pracownia-Muzeum Józefa Ignacego Kraszewskiego w Poznaniu – muzeum biograficzne poświęcone Józefowi Ignacemu Kraszewskiemu, zlokalizowane w Poznaniu, przy ul. Wronieckiej 14. Stanowi oddział Biblioteki Raczyńskich.

## Charakterystyka
Eksponaty pochodzą ze zbiorów prywatnych rzemieślnika, wytwórcy sztucznych kwiatów, Mariana Walczaka (1926–1987), który był miłośnikiem artysty i kolekcjonerem pamiątek z nim związanych. Swoje, gromadzone przez 30 lat, zbiory przekazał miastu w dniu 3 maja 1979 (w 150-lecie Biblioteki Raczyńskich). W umowie notarialnej zaznaczył jednak, że kolekcja pozostać musi w Poznaniu i nie może zostać podzielona. Placówkę otwarto w 1986, w specjalnie odnowionej kamienicy. Kolekcja jest na bieżąco uzupełniana.
Zbiory stanowią: prawie 3000 woluminów XIX- i XX-wiecznych edycji utworów Kraszewskiego i oryginalne fotografie obrazujące życie pisarza, a także dzieła sztuki – rzeźby, medale, grafiki oraz artykuły prasowe. Ważnym elementem prezentacji kolekcji jest tzw. Gabinet Kraszewskiego – dary, które artysta otrzymał od rodaków na 50-lecie twórczości (np. haftowany fotel, na obiciach którego wyszyto herby dwunastu miast historycznej Wielkopolski).
Muzeum prowadzi działalność wykładową.